# Георгдор

Георгдор 1813 года

Георгдор, георгсдор (нем. Georgdor) — золотые монеты герцогства-курфюршества Брауншвейг-Люнебург (Ганновер) и Королевства Ганновер XVIII—XIX столетий.
Официально правителями Ганновера в XVIII столетии являлись короли Великобритании, фактически не появлявшиеся в своих европейских владениях. Денежная система Ганновера отличалась от британской. До 1803 года в стране выпускали золотые пистоли с содержанием 6,05 г чистого золота и номинальной стоимостью в 5 талеров. На аверсе помещали портрет и/или титул короля Георга III из-за которого они и получили своё название.
Во время Наполеоновских войн в 1803 году курфюршество Ганновер заняли французские войска. Выпуск георгдоров был прекращён. Их чеканку возобновили в 1813 году. Примечательно, что монеты 1813—1815 годов чеканили в Великобритании. Эти георгдоры содержали 5,95 г чистого золота. После окончательной победы над Наполеоном содержание золота в георгдорах повысили до 6,032 г, чтобы он был равен фридрихсдору.
С 1833 года содержание золота в георгдорах было вновь снижено до 5,957 г с сохранением номинальной стоимости. Это хоть и принесло государству доход в 200 тысяч талеров, но подорвало доверие к данной денежной единице. Последний выпуск георгдоров датирован 1856 годом.